# Студёные Выселки
Студёные Вы́селки — село в Липецком районе Липецкой области России. Входит в Кузьмино-Отвержский сельсовет. Стоит на берегах реки Кузьминки.
Расположена в 3 километрах от центра сельсовета, села Кузьминские Отвержки.
В списке населённых мест в 1862 году упоминаются как деревня казённая с 111 дворами. По этому можно судить, что селение появилось не ранее первой половины XIX века. Ранее селение имело другое название — Студёнские Хутора́. Первоселенцами стали житела села Студёнки (Липецк), которое в 1933 году вошло в городскую черту Липецка.
В 1880 году в Студеных Выселках построили церковь Михаила Архангела (ныне ), после чего они стали селом.
В 1932 году, согласно документам, Студеные Выселки были центром сельского совета .
На левом берегу находится свинотоварная ферма.
В 2 километрах к юго-востоку находится аэропорт «Липецк».
Население на 2022 год составляет 919 человек.

## Население
| 2010 | 2012 |
| ---- | ---- |
| 775  | ↗874 |